# Jules Henri Lengrand
Pour les articles homonymes, voir Lengrand.
 (août 2017).
Jules Henri Lengrand, né le 17 avril 1907 à Marly-lez-Valenciennes (Nord) et mort le 12 janvier 2001 à Lourmarin (Vaucluse), est un peintre et graveur français, lauréat du prix de Rome de gravure.

## Biographie

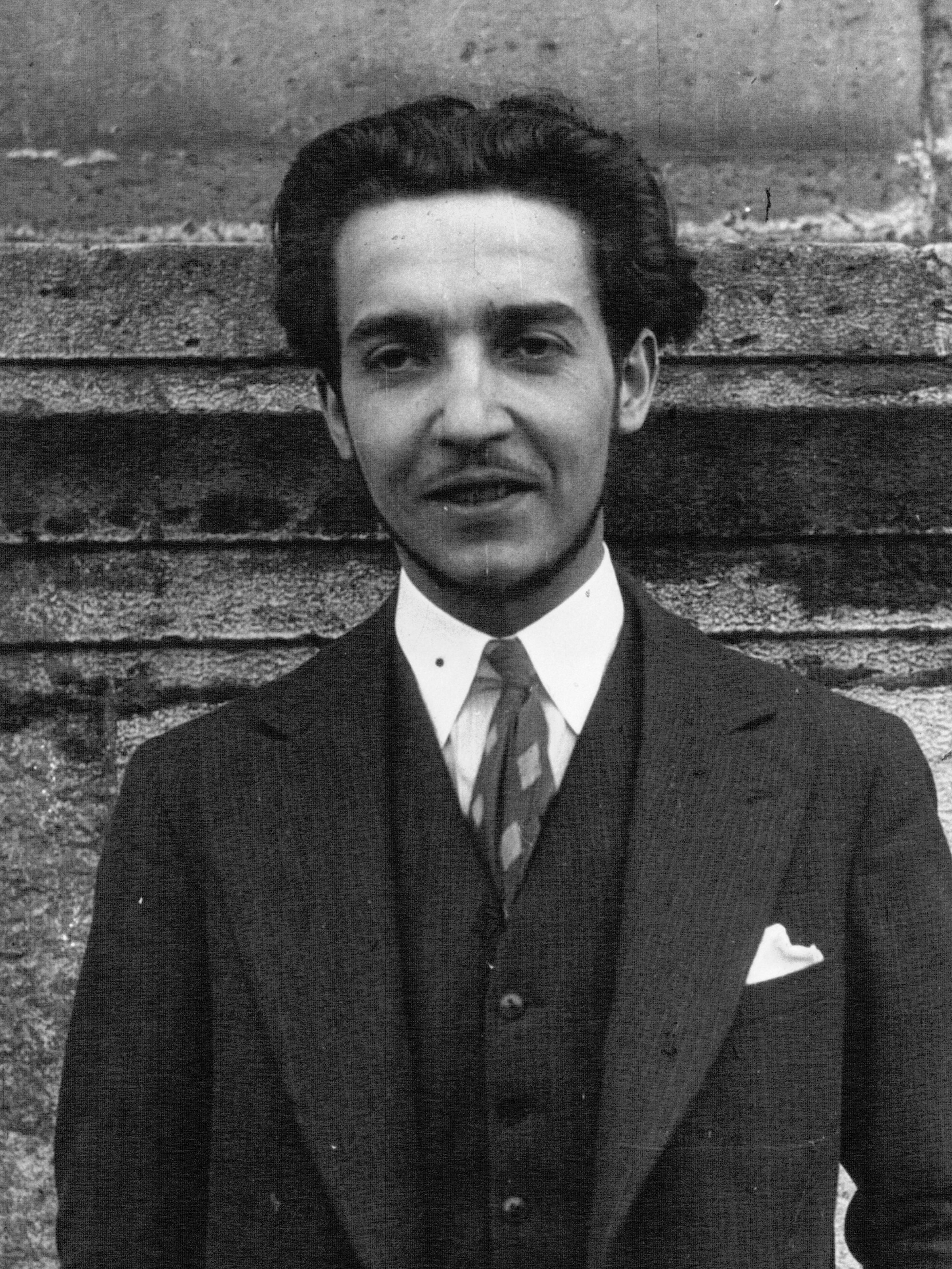
Jules Henri Lengrand en 1930, photographie de l'agence de presse Meurisse.

Jules Henri Lengrand fait ses études à Valenciennes et est l’élève du sculpteur Gustave Crauk et du peintre Maurice Ruffin (1880-1966). Il poursuit des études aux Beaux-Arts de Paris. En 1930, il remporte le premier grand prix de Rome de gravure en taille-douce.
Il se tourne par la suite vers la peinture mais n’abandonnera jamais la gravure. Il expose dans les Salons parisiens notamment au Salon des artistes français dont il est médaillé en 1928. À partir de 1934, il est professeur à l’École Nationale des Arts Décoratifs (ENAD) de Nice (sise rue Tonduti de l'Escarène). La ville de Nice lui attribue un des six ateliers officiels de la villa Paradisio (villa consacrée aux prix de Rome pendant la Seconde Guerre mondiale).
Outre ses œuvres graphiques et peintes sur chevalet, Jules Henri Lengrand a réalisé des peintures murales, des fresques et des vitraux.
L’État lui passe commande en 1937 de quatre œuvres monumentales pour le grand hall de la mairie de Nice (aujourd'hui disparues). Il y peint sur toile marouflée quatre épisodes de l’histoire de la ville :
- La Victoire des Grecs sur les peuples ligures, à l’origine du nom de « Nikaïa » ;
- La Dédition au comte de Savoie en 1388 ;
- Bonaparte partant pour la Campagne d’Italie ;
- La Ville de Nice à la Belle Époque.

Pour la même ville, il décore l’amphithéâtre de l’Institut d’études juridiques, la salle de conférences du couvent des Dominicaines et l’église Saint-Jean-l’Évangéliste. Il crée aussi des vitraux pour la coupole de l’ossuaire de Caucade, la chapelle des Carmélites.
Pour la ville de Valenciennes, il peint une fresque de 25 m2 pour le Mémorial aux anciens élèves morts pour la France.
Il a épousé en secondes noces une de ses anciennes élèves, l'artiste peintre Liliane Marco.
Installé à Lourmarin après sa retraite de l’enseignement artistique, il fut lié avec Henri Bosco et son épouse. Il participa à l'activité de la fondation de Lourmarin. En 1991, cette fondation lui organise une importante exposition de toiles consacrées à la Genèse.
Artiste rigoureux et exigeant, il détruisit par le feu une partie de sa production. Épris de spiritualité, Jules Henri Lengrand souhaitait que l’art retrouve un sens[Lequel ?].
Vers la fin de sa vie, affecté d’une grave maladie oculaire, il n’est plus en mesure de peindre. Il met alors au point une technique de peinture dite « digitale » qui lui permet de continuer néanmoins à s’exprimer. Utilisant des pigments en poudre qu’il puise dans des godets, il les étale directement avec les doigts sur le papier et réalise des œuvres d’une étonnante finesse et fluidité. Un film documentaire tourné[Quand ?] par Télé Luberon intitulée Les Doigts du maître témoigne de cette pratique d’un artiste qui continue à vouloir exprimer la beauté du monde.

## Œuvres

### Œuvre murale
- Pavillon du tourisme Exposition de Paris (1937)
- Hôtel de Ville de Nice (Histoire du Comté de Nice) (1936). Oeuvre sur toile marouflée sur les murs, disparue depuis.
- Amphithéâtre de l’Institut d’Études juridiques, Nice (Le jugement de Salomon) (1940)
- Salle de conférences du Couvent des Dominicains, Nice (Saint Dominique en prière) (1951)
- Centre National Technique de Vienne (L’escrime. La nage. La Gymnastique) (1955)
- Centre National Technique de Digne (L’artisanat rural. La mécanique rurale) (1957)
- Centre de protection civile de Nice (Salon d’honneur : Le feu. Bureau du Commandant : L’eau) (1959)
- École primaire de Saint-Pierre de Féric, Nice (L’enseignement dans la Paix) (1961)
- Mémorial du lycée Henri-Wallon, Valenciennes (L’orage s’éloigne. Le souvenir demeure) (1962)
- Groupe scolaire Rancher, Nice (Intérieur : L’Arche de Noé) (1965). Extérieur : Évocation de l’Espace) (1966)
- C.E.G. de Saint-Étienne de Tinée (La montagne. La forêt. La neige) (1970)
- C.E.T. Pasteur, Nice (disciplines enseignées : Travail du fer, du bois, du cuir, horlogerie, bijouterie) (1976)
- Groupe scolaire Bois de Boulogne, Nice (Enchantement de la forêt) (1977)
- Peinture marouflée, Villars-sur-Ollon, Suisse (Les cavalières) 1977
- Fresques de Saint Jean l’Évangéliste, Nice (L’eau de la vie. La vie éternelle) (1978)

### Vitrail
- Chapelle des Carmélites (Institut du Mont Carmel), Nice (La flamme et le diamant) (1967)
- Vitraux de l’église Saint-Jean-l’Évangéliste, Nice (1978)
- Coupole en dalles de verre de la crypte de l’ossuaire de Caucade, Nice (Le cosmos) (1980)
- Vitraux de la chapelle des Dominicaines (couvent de Pass-Prest), Saint-Paul-de-Vence (1984)

### Céramique
- Groupe scolaire de Bon-Voyage, Nice, (Voyage d’hier. Voyage d’aujourd’hui) (1975)

### Illustration
- Conception et réalisation du Livre d’or comprenant 24 parchemins illustrés en hommage à chacun des Citoyens d’honneur de la Ville de Nice (Bibliothèque de Cessole. Musée Masséna) (1965-1985)
- Parchemins illustrés à l’occasion de célébrations officielles. Ville de Nice (1965-1985)
- Lêda.Byblis.Danaë. Pierre Louÿs. 16 lithographies originales en couleurs tirées dans l’atelier Pierre Chave. Vence. Typographie Robert Blanchet. Ed. 180 ex. Les Pharmaciens Bibliophiles (1987)

## Collections publiques
- Musée des beaux-arts de Valenciennes.
- Paris, Cabinet des estampes de la Bibliothèque nationale de France.
- Nice, bibliothèque Cessole du musée Masséna.
- Rome, collections de la villa Médicis.
- Marly, salon d’honneur de l’hôtel de ville.

## Élèves notables
- Georges Arnulf (1921-1996), dans les années 1940.
- Cyril de La Patellière, en 1967, 1968.

## Hommage
- Sa ville natale de Marly a donné son nom à l’école élémentaire Jules-Henri Lengrand et a inauguré le 6 janvier 1995 un « Espace Jules-Henri Lengrand », avenue Henri-Barbusse.
- En novembre 2008, des Journées culturelles ont mis en honneur J-H.Lengrand par une exposition, des conférences et projections de films.
- Nice 1995. Réception à l’hôtel de ville pour la signature des Peintures de la Salle des Pas Perdus, et remise de la médaille d’honneur de la Ville.
- Lourmarin (Vaucluse)  1995. Au Foyer Rural, diaporama de Roger Boccanfuso et projection de films de Louis Groppa sur J-H. Lengrand.
- Août 2001, dans le cadre du château de Lourmarin, hommage à l’artiste décédé en janvier 2001 : conférence de J-C. Poinsignon. Concert de S. Paloyan, compositeur, chef d’orchestre et ses élèves : La Genèse inspirée par les peintures de J-H. Lengrand. Projections de films de Louis Groppa sur le peintre.
- Avignon 2011. Cloître Saint-Louis. Couleurs de l’âme. Exposition en hommage au peintre à l’occasion du dixième anniversaire de sa disparition.
- Été 2014. La Ville de Nice, par une exposition au musée des beaux-arts, 33 avenue des Baumettes, rend hommage à Jules-Henri Lengrand, qui œuvra pendant 60 ans au service de la Ville et de sa région.

### Sources
- Dictionnaire Bénézit, Gründ, 1999.
- Base Joconde
- Archives atelier du sculpteur Marcel Mayer[réf. nécessaire]
- Archives atelier Centre Jules-Henri Lengrand · Liliane Marco[réf. nécessaire]
- Site de la mairie de Nice
- Présentation de Henri Colliot, président de la Fondation de Lourmarin[réf. nécessaire]

### Filmographie
- Le Crépuscule des nymphes, film documentaire, 16 mm, réalisé par Louis Groppa (1988), retraçant la préparation par Jules Henri Lengrand des illustrations en lithographie pour Léda.Byblis.Danaë de Pierre Louÿs, leur impression, la typographie et la reliure finale.
- Les Doigts du Maître, film vidéo documentaire réalisé par Louis Groppa (1995), sur le peintre et sa technique dite des « Digitales » utilisée par l’artiste à partir de 1993 (en ligne sur imagesduluberon.org).